# Lista de aquisições pela Electronic Arts

Logotipo da Electronic Arts

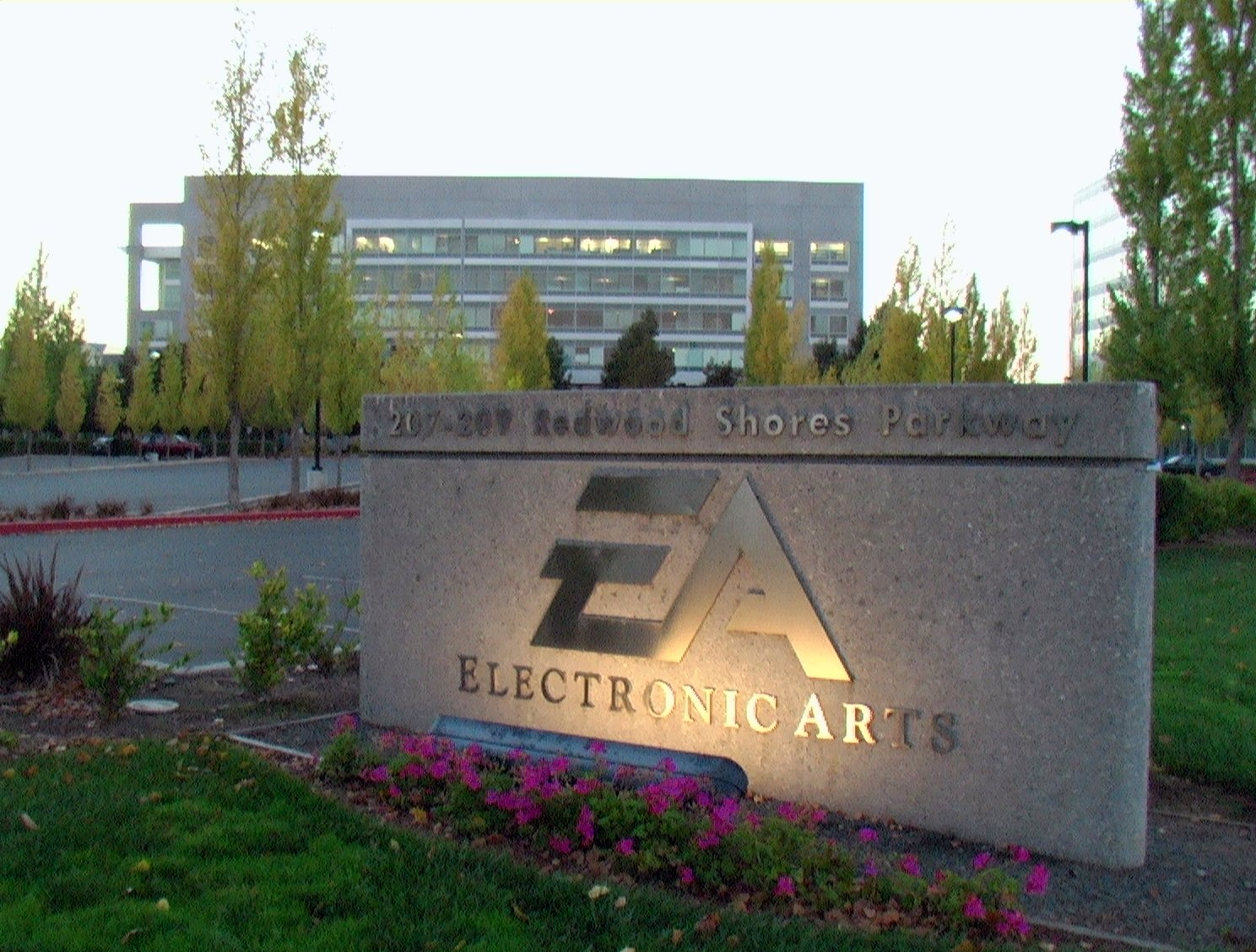
Sede da EA em Redwood City, Califórnia, Estados Unidos.

Electronic Arts é uma empresa estadunidense que desenvolve, vende, publica e distribui jogos eletrônicos, fundada em 1982. Produtos da empresa incluem franquias da EA Sports, The Sims e outros títulos em consoles fixos e portáteis.
A Electronic Arts frequentemente adquire novas empresas para expandir ou adicionar à sua linha de produtos. Por exemplo, o presidente do conselho de administração e diretor executivo Larry Probst disse, depois da aquisição da JAMDAT Mobile, que "nós queremos construir uma posição de liderança global no [...] negócio de fornecer jogos para celulares". A EA seguiu com essa promessa, transformando a empresa na EA Mobile e permitindo que pessoas comprassem e baixassem conteúdo produzido por eles diretamente em seus celulares. Depois da aquisição da Origin Systems, alguns funcionários afirmaram que a Electronic Arts inicialmente deu a eles mais recursos, mas era muito rigorosa se algum empregado cometesse um erro, em alguns casos não confiando mais no funcionário em questão ou até mesmo trabalhando contra ele. A EA já dissolveu empresas inteiras ou os estúdios destas depois de aquisições, incluindo o estúdio DICE Canada, a Origin Systems, a EA Chicago (NuFX) e a Pandemic Studios. O blogueiro Brian Crecente, fundador da Kotaku e co-fundador da Polygon, afirmou que o medo de que a EA não se importa sobre a qualidade de seus produtos depois que são adquiridos é discutível.
Até 2020, a maior aquisição da Electronic Arts tinha sido a da VG Holding Corp., a então dona das desenvolvedoras BioWare e Pandemic Studios, por 775 milhões de dólares. Em fevereiro de 2021, foi concluída a aquisição da Codemasters por 1,2 bilhão de dólares, estabelecendo um novo recorde para a empresa. Em abril do mesmo ano, entretanto, este recorde foi quebrado na aquisição da Glu Mobile, por 2,4 bilhões de dólares. Das 46 empresas adquiridas pela EA, 24 são sediadas nos Estados Unidos, seis no Canadá, seis no Reino Unido, seis na Europa Continental e quatro em outros lugares do mundo. Algumas dessas empresas e seus estúdios foram, entretanto, dissolvidas. Das seis empresas de quem a EA havia comprado ações, as duas empresas restantes são sediadas nos Estados Unidos, enquanto três outras empresas do país foram dissolvidas. Depois de adquirir 19,9% das ações da francesa Ubisoft em 2004, a EA vendeu todas as suas ações da empresa, que na época equivaliam a 14,8%, em 2010.
Cada aquisição listada é da empresa em sua totalidade, salvo indicação. A data de aquisição listada é a data do acordo entre a Electronic Arts (EA) e a empresa adquirida. Salvo indicação, o valor de cada aquisição é listado em dólares dos Estados Unidos, porque a EA é sediada nos Estados Unidos. Se o valor da aquisição não está listado, ele não foi publicamente divulgado. Se o serviço da EA derivado da empresa adquirida é conhecido, ele também é listado. De acordo com dados do Pitch Book via VentureBeat, a empresa gastou cerca de 2,9 bilhões de dólares em suas 10 maiores aquisições de 1992 a 2017.

## Aquisições
| † | Empresa extinta |

| Data                    | Empresa                                           | Atuação                                                                | País          | Valor (USD)    | Estúdios Derivados                                | Estúdios Derivados                             | Ref.                 |
| ----------------------- | ------------------------------------------------- | ---------------------------------------------------------------------- | ------------- | -------------- | ------------------------------------------------- | ---------------------------------------------- | -------------------- |
| 1987                    | Batteries Included†                               | Desenvolvedora de software e hardware                                  | CAN           | —              | —                                                 | —                                              | [ 12 ] [ 13 ]        |
| 1 de julho de 1991      | Distinctive Software Inc.                         | Desenvolvedora de jogos eletrônicos                                    | CAN           | —              | EA Vancouver                                      | EA Vancouver                                   | [ 14 ]               |
| 10 de setembro de 1992  | Origin Systems†                                   | Desenvolvedora de simuladores de espaço e RPGs eletrônicos de fantasia | EUA           | $35.000.000    | —                                                 | —                                              | [ 15 ]               |
| 14 de novembro de 1994  | DROsoft                                           | Distribuidora de software                                              | ESP           | —              | —                                                 | —                                              | [ 16 ]               |
| 6 de janeiro de 1995    | Bullfrog Productions†                             | Desenvolvedora de jogos eletrônicos                                    | RU            | —              | —                                                 | —                                              | [ 17 ] [ 18 ]        |
| 8 de março de 1995      | Kingsoft GmbH†                                    | Distribuidora de software                                              | ALE           | —              | —                                                 | —                                              | [ 19 ]               |
| 29 de janeiro de 1996   | Manley & Associates                               | Desenvolvedora de jogos eletrônicos                                    | EUA           | —              | EA Seattle                                        | EA Seattle                                     | [ 20 ]               |
| 4 de junho de 1997      | Maxis†                                            | Desenvolvedora e publicadora de jogos eletrônicos                      | EUA           | $125.000.000   | Maxis                                             | Maxis                                          | [ 21 ] [ 22 ] [ 23 ] |
| 2 de abril de 1998      | Tiburon Entertainment                             | Desenvolvedora de jogos eletrônicos                                    | EUA           | —              | EA Tiburon                                        | EA Tiburon                                     | [ 24 ]               |
| 8 de abril de 1998      | Vision Software                                   | Distribuidora de software                                              | RSA           | —              | Vision Software                                   | Vision Software                                | [ 25 ]               |
| 28 de julho de 1998     | ABC Software                                      | Distribuidora de software                                              | SUI           | —              | ABC Software                                      | ABC Software                                   | [ 26 ]               |
| 17 de agosto de 1998    | Westwood Studios, Inc.†                           | Desenvolvedoras de jogos eletrônicos                                   | EUA           | $122.500.000   | EA Pacific†                                       | EA Pacific†                                    | [ 27 ]               |
| 17 de agosto de 1998    | Operações norte-americanas da Virgin Interactive† | Desenvolvedoras de jogos eletrônicos                                   | EUA           | $122.500.000   | EA Pacific†                                       | EA Pacific†                                    | [ 27 ]               |
| 17 de agosto de 1998    | Burst Studios†                                    | Desenvolvedoras de jogos eletrônicos                                   | EUA           | $122.500.000   | EA Pacific†                                       | EA Pacific†                                    | [ 27 ]               |
| 8 de setembro de 1999   | PlayNation                                        | Desenvolvedora de entretenimento online                                | EUA           | —              | PlayNation                                        | PlayNation                                     | [ 28 ]               |
| 22 de novembro de 1999  | Kesmai†                                           | Desenvolvedora de jogos eletrônicos e publicadora de jogos online      | EUA           | —              | Kesmai                                            | Kesmai                                         | [ 29 ]               |
| 24 de fevereiro de 2000 | DreamWorks Interactive                            | Desenvolvedora de jogos eletrônicos                                    | EUA           | —              | Danger Close Games†                               | Danger Close Games†                            | [ 30 ] [ 31 ]        |
| 28 de fevereiro de 2001 | Pogo.com                                          | Website de jogos de família                                            | EUA           | —              | Pogo.com                                          | Pogo.com                                       | [ 32 ]               |
| 11 de junho de 2002     | Black Box Games†                                  | Desenvolvedora de jogos eletrônicos de corrida e esportes              | CAN           | —              | Quicklime Games†                                  | Quicklime Games†                               | [ 33 ] [ 34 ] [ 35 ] |
| 16 de outubro de 2003   | Studio 33                                         | Desenvolvedora de jogos eletrônicos de corrida                         | RU            | —              | EA Northwest                                      | EA Northwest                                   | [ 36 ]               |
| 13 de fevereiro de 2004 | NuFX                                              | Desenvolvedora de jogos eletrônicos de esportes                        | EUA           | —              | EA Chicago†                                       | EA Chicago†                                    | [ 6 ] [ 37 ]         |
| 28 de julho de 2004     | Criterion Software                                | Desenvolvedora de jogos eletrônicos                                    | RU            | $48.000.000    | Criterion Software                                | Criterion Software                             | [ 38 ] [ 39 ]        |
| 27 de julho de 2005     | Hypnotix                                          | Desenvolvedora de jogos eletrônicos                                    | EUA           | —              | —                                                 | —                                              | [ 40 ]               |
| 8 de dezembro de 2005   | JAMDAT Mobile                                     | Desenvolvedora de entretenimento mobile                                | EUA           | $680.000.000   | EA Mobile                                         | EA Mobile                                      | [ 2 ]                |
| 20 de julho de 2006     | Mythic Entertainment                              | Desenvolvedora de jogos eletrônicos                                    | EUA           | —              | EA Mythic†                                        | EA Mythic†                                     | [ 41 ] [ 42 ]        |
| 23 de agosto de 2006    | Phenomic Game Development                         | Desenvolvedora de jogos eletrônicos de estratégia em tempo real        | ALE           | —              | EA Phenomic†                                      | EA Phenomic†                                   | [ 43 ] [ 44 ]        |
| 2 de outubro de 2006    | Digital Illusions CE (DICE)                       | Desenvolvedora de jogos eletrônicos                                    | SUE           | —              | EA DICE                                           | EA DICE                                        | [ 45 ]               |
| 30 de novembro de 2006  | Headgate Studios                                  | Desenvolvedora de jogos eletrônicos                                    | EUA           | —              | EA Salt Lake†                                     | EA Salt Lake†                                  | [ 46 ]               |
| 12 de fevereiro de 2007 | SingShot Media                                    | Rede social virtual                                                    | EUA           | —              | Sims on Stage                                     | Sims on Stage                                  | [ 47 ] [ 48 ]        |
| 5 de outubro de 2007    | Super Computer International                      | Desenvolvedora de software                                             | EUA           | —              | —                                                 | —                                              | [ 49 ]               |
| 11 de outubro de 2007   | VG Holding Corp.                                  | Sociedade holding de desenvolvedoras de jogos eletrônicos              | EUA           | $775.000.000   | BioWare                                           | Pandemic Studios†                              | [ 50 ]               |
| 21 de maio de 2008      | Hands-On Mobile                                   | Desenvolvedora e publicadora de jogos eletrônicos mobile               | Coreia do Sul | —              | EA Mobile Korea                                   | EA Mobile Korea                                | [ 51 ]               |
| 3 de junho de 2008      | ThreeSF                                           | Rede social virtual                                                    | EUA           | —              | —                                                 | —                                              | [ 52 ]               |
| 2 de dezembro de 2008   | J2MSoft                                           | Desenvolvedora de jogos eletrônicos                                    | Coreia do Sul | —              | —                                                 | —                                              | [ 53 ]               |
| 5 de agosto de 2009     | J2Play                                            | Rede social virtual                                                    | CAN           | —              | —                                                 | —                                              | [ 54 ]               |
| 9 de novembro de 2009   | Playfish†                                         | Desenvolvedora de jogos eletrônicos para redes sociais                 | RU            | $400.000.000   | —                                                 | —                                              | [ 55 ] [ 56 ] [ 57 ] |
| 20 de outubro de 2010   | Chillingo                                         | Publicadora de jogos eletrônicos mobile                                | RU            | $20.000.000    | —                                                 | —                                              | [ 58 ]               |
| 3 de maio de 2011       | Mobile Post Production                            | Desenvolvedora e publicadora de jogos eletrônicos mobile               | EUA           | —              | —                                                 | —                                              | [ 59 ]               |
| 4 de maio de 2011       | Firemint                                          | Desenvolvedora e publicadora de jogos eletrônicos mobile               | AUS           | —              | —                                                 | —                                              | [ 60 ]               |
| 12 de julho de 2011     | PopCap Games                                      | Desenvolvedora e publicadora de jogos eletrônicos                      | EUA           | $750.000.000   | PopCap Games San Francisco & PopCap Games Seattle | PopCap Games Dublin† & PopCap Games Vancouver† | [ 35 ] [ 61 ] [ 62 ] |
| 11 de agosto de 2011    | Bight Games                                       | Desenvolvedora de jogos eletrônicos mobile                             | CAN           | —              | —                                                 | —                                              | [ 63 ]               |
| 1 de junho de 2012      | ESN                                               | Desenvolvedora de produtos para jogos eletrônicos sociais              | SUE           | —              | —                                                 | —                                              | [ 64 ]               |
| 1 de dezembro de 2017   | Respawn Entertainment                             | Desenvolvedora de jogos eletrônicos                                    | EUA           | $315.000.000   | —                                                 | —                                              | [ 65 ] [ 66 ]        |
| 1 de maio de 2018       | GameFly                                           | Serviço de streaming de jogos eletrônicos                              | EUA           | —              | —                                                 | —                                              | [ 67 ]               |
| 9 de julho de 2018      | Industrial Toys                                   | Desenvolvedora de jogos eletrônicos mobile                             | EUA           | —              | —                                                 | —                                              | [ 68 ]               |
| 18 de fevereiro de 2021 | Codemasters                                       | Desenvolvedora e publicadora de jogos eletrônicos                      | RU            | $1.200.000.000 | Slightly Mad Studios                              | Slightly Mad Studios                           | [ 69 ]               |
| 29 de abril de 2021     | Glu Mobile                                        | Desenvolvedora e publicadora de jogos eletrônicos mobile               | EUA           | $2.400.000.000 | —                                                 | —                                              | [ 70 ]               |
| 5 de maio de 2021       | Metalhead Software                                | Desenvolvedora de jogos eletrônicos                                    | CAN           | —              | —                                                 | —                                              | [ 71 ]               |
| 23 de junho de 2021     | Playdemic                                         | Desenvolvedora de jogos eletrônicos mobile                             | RU            | $1.400.000.000 | —                                                 | —                                              | [ 72 ]               |

## Ações
| † | Empresa extinta                            |
| ‡ | As ações da Electronic Arts foram vendidas |

| Data                   | Empresa                                    | Atuação                                           | País | Valor            | Ref.                |
| ---------------------- | ------------------------------------------ | ------------------------------------------------- | ---- | ---------------- | ------------------- |
| 25 de janeiro de 1995  | Visual Concepts Entertainment              | Desenvolvedora de jogos eletrônicos               | EUA  | —                | [ 73 ]              |
| 9 de maio de 1995      | NovaLogic†                                 | Desenvolvedora e publicadora de jogos eletrônicos | EUA  | —                | [ 74 ]              |
| 11 de março de 1997    | Accolade†                                  | Desenvolvedora e publicadora de jogos eletrônicos | EUA  | —                | [ 75 ] [ 76 ]       |
| 3 de abril de 1997     | Mpath Interactive†                         | Serviço de jogos eletrônicos online               | EUA  | —                | [ 77 ] [ 78 ]       |
| 4 de agosto de 1998    | Kodiak Interactive Software Studios, Inc.† | Desenvolvedora de jogos eletrônicos               | EUA  | —                | [ 79 ] [ 80 ]       |
| 24 de dezembro de 2004 | Ubisoft‡                                   | Desenvolvedora e publicadora de jogos eletrônicos | FRA  | 68.000.000 euros | [ 9 ] [ 10 ] [ 81 ] |